# Emma Daumas
Emma Daumas, pseudonimo di Manuelle Daumas ([ɛma domas]; Avignone, 23 novembre 1983), è una cantante francese.
Le sue canzoni più conosciute sono Tu Seras, Si Tu Savais, J'Attends, Au Jour Le Jour, Figurine Humaine, J'suis conne, Secret défense, Les promesses en l'air, Regarde nous e L'Art des naufrages. 
Ha cominciato la sua carriera musicale con la sua partecipazione al concorso Star Academy nel 2002.

## Discografia

### Album
- 2003 - Le Saut De L'Ange
- 2006 - Effets Secondaires
- 2008 - Le Chemin de la maison
- 2010 - Acoustic
- 2010 - Les larmes de crocodile et autres fables
- 2016 - Vivante
- 2021 - L'art des naufrages
- 2024 - Tu Seras 2024

### Singoli
- 2002 : Au jour le jour
- 2003 : Si tu savais
- 2004 : Tu seras
- 2004 : The Loco-Motion
- 2004: Figurine humaine
- 2004 : J'attends
- 2005  : S'il te plaît
- 2006 : Regarde nous
- 2006 : Club Addict
- 2007 : Mon tombeur
- 2008 : J'suis conne
- 2009 : Secret défense
- 2015 : Bahia en été
- 2016: Les promesses en l'air
- 2020 : Les jeunes filles en fleurs
- 2021: L'Art des naufrages
- 2024 : Tu seras (Versione Nuova)